# امبووامبی-اندروی
امبووامبی-اندروی (به لاتین: Ambovombe-Androy) یک سکونتگاه مسکونی در ماداگاسکار است که در آندروی واقع شده‌است.